# 앤드리슨 호로위츠
앤드리슨 호로위츠(영어: Andreessen Horowitz)는 마크 앤드리슨(Marc Andreessen)과 벤 호로위츠(Ben Horowitz)가 공동 창업한 미국의 IT 벤처 투자 전문 회사이다. 앤드리슨은 미국 일리노이주 대학생 시절에 모자이크 웹 브라우저를 개발한 프로그래머 출신으로서, 자신이 공동 창업한 넷스케이프 회사에서 얻은 수익을 바탕으로, 페이스북, 트위터, 인스타그램, 에어비앤비, 그루폰, 스카이프, 징가, 포스퀘어, 오큘러스 VR, 깃허브, 리플 등 수많은 벤처 기업에 투자하여 큰 성공을 거두었다. 
운영자금기준  세계1위 벤처 캐피털 회사임본사는 미국 캘리포니아주에 있다.